# In italiano
Pour les articles homonymes, voir Italiano (homonymie).
Albums de Johnny Hallyday
Derrière l'amour
(1976) Hamlet
(1976)
In italiano est un album de Johnny Hallyday exclusivement enregistré et diffusé en Italie, il sort en juillet 1976.

## Historique
Ce 33 tours réunit (quelques-uns) des titres  précédemment enregistrés en italien par Johnny Hallyday, (en 1969 - 1970 - 1972 et diffusés en 45 tours). Le disque est complété par des enregistrements plus récents, (1975 - 1976), enregistrés en ce début d'année par Hallyday.
Senza amore et Domenica domani (composé par Paolo Conte), sont deux créations originales.

### autour de l'album
Référence originale : Philips 9120104
In Italiano fut réédité, (en Italie), en 1989, (référence identique ?)
Resté inédit en France à l'époque, il est diffusé pour la première fois en CD en 2007, référence :  Philips - Universal - Mercury 530 083-2

## les titres
| 1.  | Quanto ti amo (Que je t'aime)                          | Bruno Lauzi (adaptation)      | Jean Renard, Gilles Thibaut                          |  |
| 2.  | Io ti voglio (Je te veux)                              | Bruno Lauzi (adaptation)      | Tommy Brown, Mick Jones, Long Chris                  |  |
| 3.  | Senza amore                                            | C. Miozzi - M. Marrocchi      | C. Miozzi - M. Marrocchi                             |  |
| 4.  | Quando l'amore se ne andra (Ceux que l'amour a blessé) | Bruno Lauzi (adaptation)      | Jean Renard, Gilles Thibaut                          |  |
| 5.  | Domenica domani                                        | Vito Pallavicini              | Paolo Conte                                          |  |
| 6.  | Ridatemi il sole (Rendez-moi le soleil)                | Vito Pallavicini (adaptation) | Mick jones, Tommy Brown, Ezra Bouskela               |  |
| 7.  | Morire domani (Comme si je devais mourir demain)       | Paolo Dossena (adaptation)    | Patrick Lemaître ,Jean-Pierre Lang                   |  |
| 8.  | E dio creo la donna (Essayez)                          | Paolo Dossena (adaptation)    | Tommy Brown, Mick Jones, Philippe Labro              |  |
| 9.  | E tu sei tu (Comme un fou / Stuck on You)              | Bruno Lauzi (adaptation)      | J. Leslie McFarland, Aaron Schroeder, Michel Mallory |  |
| 10. | Ho bisogno (J'ai besoin d'un ami)                      | Seymandy (adaptation)         | Johnny Hallyday, Michel Mallory                      |  |
| 11. | Prendimi (Prends ma vie)                               | C. Minellono (adaptation)     | Jean Renard, Michel Mallory                          |  |
| 12. | Hey, lovely lady / ( - 1976) (Hey lovely lady)         | Morelli (adaptation)          | Johnny Hallyday, Michel Mallory                      |  |
| 13. | Requiem (Requiem pour un fou)                          | Vito Pallavicini (adaptation) | Gérard Layani, Gilles Thibaut                        |  |